# Венетикиду, Мария
Мария Венетикиду (греч. Μαρία Βενετικίδου, родилась 16 октября 1985 в Кентау) — греческая певица, вокалистка группы Argo, участвовавшая в Евровидении-2016.

## Биография
Мария родилась в Кентау (Южно-Казахстанская область, Казахстан), в детстве переехала в Майкоп. Окончила Государственную музыкальную школу по классу фортепиано и классического вокала, дважды выигрывала национальные конкурсы пианистов в России в 1996 и 1997 годах. С 1999 года проживает в Салониках. Окончила университет Аристотеля, физический факультет по специальности «Физика и инженерия материалов». Выступала в различных группах жанров фанк, электро, рок, соул, боссанова и т.д. Активный член греческой группы танцев Lindy Hop, преподаёт его вместе с Владом Разумовым в Греции. Свободно говорит по-русски, по-гречески и по-английски.
В 2016 году Мария, выступавшая под псевдонимом Мария Эльбрус, вошла в состав греческой этно-группы Argo, с которой отправилась на Евровидение-2016 с песней «Utopian Land», исполненной на понтийском диалекте греческого языка и на английском. Перед конкурсом Мария и её друзья по группе дали интервью телеканалу НТВ, призвав российских телезрителей поддержать Грецию на Евровидении. Тем не менее, Греции не хватило баллов для выхода в финал: 44 очка и 16-е место оставили впервые с 2004 года Грецию без финала конкурса.